# 莫塔-圣阿纳斯塔西娅
莫塔-圣阿纳斯塔西娅（義大利語：Motta Sant'Anastasia），是意大利西西里大区卡塔尼亞廣域市的一个市镇。总面积35.73平方公里，人口11638人，人口密度325.7人/平方公里（2009年）。ISTAT代码为087030。